# Samuel Earnshaw
Pour les articles homonymes, voir Earnshaw.
Samuel Earnshaw né le 1er février 1805 à Sheffield et mort le 6 décembre 1888 dans cette même ville est un ecclésiatique, un mathématicien et un physicien anglais connu pour divers travaux en physique théorique, en particulier le pour le théorème d'Earnshaw.

## Biographie
Samuel Earnshaw fait ses études au St John's College (Cambridge) devenant Senior Wrangler et obtenant le prix Smith en 1831,.
Il est ordonné diacre en 1834 puis prêtre en 1846. Il est enseignant en tripos à Cambridge de 1831 à 1847. Après avoir succédé à Charles Simeon à la cure de l'église de la Sainte-Trinité à Cambridge il est nommé aumônier de la Fondation Queen Mary de la paroisse de Sheffield, rôle qu'il occupe de 1847 à sa mort.
Ses travaux portent sur l'optique, les ondes, l'acoustique, la trigonométrie, les équations aux dérivées partielles ainsi que dans la dynamique des systèmes où il est l'auteur du théorème éponyme.

## Ouvrages
- (en) Samuel Earnshaw, Dynamics: A treatise on Motion, 1833 ;
- (en) Samuel Earnshaw, A treatise on Statics, 1834 ;
- (en) Samuel Earnshaw, Partial Differential Equations: An Essay Towards an Entirely New Method of Integrating Them, 2015 (1340948230) ;
- (en) Samuel Earnshaw, The Doctrine of Germs, Or, the Integration of Certain Partial Differential Equations Which Occur in Mathematical Physics, 2012 (1290769621) ;
- (en) Samuel Earnshaw, The Tradition of the Elders, 1860 ;
- (en) Samuel Earnshaw, The love of the World, 1861.

## Distinctions
- prix Smith en 1831.